# Rüthnick
Rüthnick är en kommun och ort i Landkreis Ostprignitz-Ruppin i förbundslandet Brandenburg i Tyskland. 
Kommunen ingår i kommunalförbundet Amt Lindow (Mark) tillsammans med kommunerna Herzberg (Mark), Lindow (Mark) och Vielitzsee.